# 黑河府
黑河府，清朝末期设置的府。
光绪三十四年（1908年）七月裁撤瑷珲副都统，析瑷珲北境置黑河府，治所在大黑河屯（今黑龙江省黑河市爱辉区），属黑龙江省瑷珲道。1912年废，属地併入瑷珲直隶厅。